# Alessandro Romano (scultore)
Alessandro Romano (Roma, 26 luglio 1944) è uno scultore e pittore italiano.
Dopo un esordio in pittura, ha espresso soprattutto nella scultura il suo talento, con uno stile insieme classico e moderno, che ben si addice soprattutto all'arte sacra.

## Opere
- Lo Scudo di Achille - bronzo policromo - acquisito dal Presidente della Repubblica Italiana alla Galleria Nazionale d'Arte Moderna e Contemporanea di Roma
- Medusa – bronzo policromo - Museo privato – Montecarlo
- Icaro – bronzo policromo - Museo privato - Montecarlo
- Lo Scudo di Achille – bronzo policromo - Museo privato - Montecarlo

## Monumenti in Vaticano
- San Giuseppe Manyanet - marmo bianco di Carrara m 5,45 - nicchia Michelangiolesca n° 13
- Santa Teresa Jornet Ibars – marmo Bianco di Carrara m 5,4 - abside centrale esterno
- Santa Genoveffa Torres Morales - marmo bianco di Carrara m 5,45- nicchia n 11
- Don Orione - marmo bianco di Carrara m 5,50- nicchia n 17

## Monumenti
- Mercurio in volo- bronzo policromo – Piazzale Varisco, Città Giudiziaria di piazzale Clodio a Roma
- Resurrezione- bronzo policromo, Piazza Falcone e Borsellino, Caltanissetta
- Don Sturzo - bronzo policromo, Caltagirone
- Amor Sacro Amor Profano - bronzo policromo, Anversa
- La Fontana dello Zodiaco - dodici fontane in bronzo policromo, Torrenova
- Sirena - fontana monumentale in bronzo policromo, Maratea
- Icaro - bronzo policromo – Centro storico – Piombino
- S. Benedetto - bronzo policromo – P.za della Resistenza, Subiaco
- Eradicazione della peste bovina - stele in bronzo policromo 6 m realizzata per la FAO- Via Ribotta EUR Roma

## Arte Sacra
- SS. Trinità - trittico di portali in bronzo policromo – Basilica di San Michele Arcangelo - Piano di Sorrento
- Cero pasquale - bronzo policromo – Pietramontecorvino
- Ambone - leggio in bronzo policromo – Kurt Wagner, Los Angeles
- Le età dell'uomo - pala d'altare bronzo policromo, Caltanissetta
- Immacolata Concezione - portale in bronzo policromo, Curinga
- San Francesco - portale in bronzo policromo, Curinga
- San Nicola di Myra - portale in bronzo policromo - Curinga
- Via Crucis - bronzo policromo - Caltanissetta
- Arca dell'Alleanza - tabernacolo in bronzo policromo - Caltanissetta
- Immacolata Concezione - portali in bronzo policromo - Basilica di San Domenico, Sora